# تشکیل و تکامل منظومه شمسی

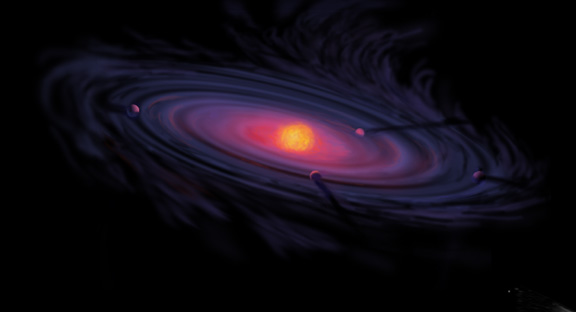
نمایش انگاشت هنری یک هنرمند از یک دیسک پیش‌سیاره‌ای، جایی که با برخورد و متبلور شدن ذرات گردوغبار سیاره‌ها و قمرهایشان، و سیارک‌ها و دیگر اجرام شکل گرفتند

تشکیل سامانهٔ خورشیدی از ۴٫۶ میلیارد (۴۶٬۰۰۰ میلیون) سال پیش و با رمبش گرانشی بخش کوچکی از ابرهای مولکولی آغاز شد. بیشتر حجم سقوط‌کرده در مرکز جمع شد و خورشید را شکل داد، بقیهٔ آن در دیسک پیش‌سیاره‌ای پخش شد، و سیاره‌ها، قمرها، سیارک‌ها و سایر اجرام کوچک سامانهٔ خورشیدی را به‌وجود آورد.
این مدل پذیرفته‌شده که به فرضیهٔ سحابی مشهور است، برای نخستین‌بار در قرن ۱۸ و توسط امانوئل سویدنبرگ، ایمانوئل کانت و پیر سیمون لاپلاس ارائه شد. توسعه‌های بعدی این مدل، سبب درهم‌آمیختن مجموعه‌ای از رشته‌های علمی شامل اخترشناسی، فیزیک، زمین‌شناسی و سیاره‌شناسی شده است. بعد از شروع عصر فضا در دههٔ ۱۹۵۰ و کشف سیاره‌های فراخورشیدی در دههٔ ۱۹۹۰، این مدل به چالش کشیده شده و بهبود یافته است.
سامانهٔ خورشیدی از زمان پیدایش اولیهٔ خود، تکامل چشم‌گیری پیدا کرده است. برخی از قمرها از دیسک‌های گردان تشکیل‌شده از گاز و گردوغبار اطراف سیارهٔ خود ایجاد می‌شوند، درحالی که به نظر می‌رسد سایر قمرها به‌طور مستقل شکل گرفته و سپس توسط سیارهٔ خود گرفتار شده‌اند. سایر آن‌ها، همانند ماه و زمین، در نتیجهٔ برخوردهای بزرگ ایجاد شده‌اند. برخورد بین اجرام آسمانی تا به امروز ادامه داشته است و یکی از منابع اصلی تکامل زمین و سامانهٔ خورشیدی به‌شمار می‌رود. اغلب موقعیت سیاره‌ها در اثر عکس‌العمل‌های گرانشی تغییر کرده است. به نظر می‌رسد، این مهاجرت سیاره‌ای مسئول تکامل‌های جدید این سامانه است.
خورشید در حدود ۵ میلیارد سال دیگر رو به سردی خواهد رفت و قطر آن تا چندین برابر اندازهٔ کنونی افزایش می‌یابد (تبدیل به غول سرخ می‌شود)، و بعد از آن، لایهٔ خارجی‌اش به عنوان سحابی سیاره‌نما فرو می‌ریزد و در نهایت به صورت یک کوتولهٔ سفید باقی‌می‌ماند. در آینده‌ای بسیار دور، ستارگانی که از مجاورت سامانهٔ خورشیدی عبور می‌کنند، از تأثیر گرانشی خورشید بر سیاره‌هایش می‌کاهند. برخی از این سیاره‌ها نابود می‌شوند و برخی دیگر در فضای بیرونی رها می‌گردند. نهایتاً، با گذر ده‌ها میلیارد سال، احتمالاً هیچ‌یک از جرم‌های آسمانی پیرامون خورشید، به دورش نخواهند چرخید.

## تاریخچه

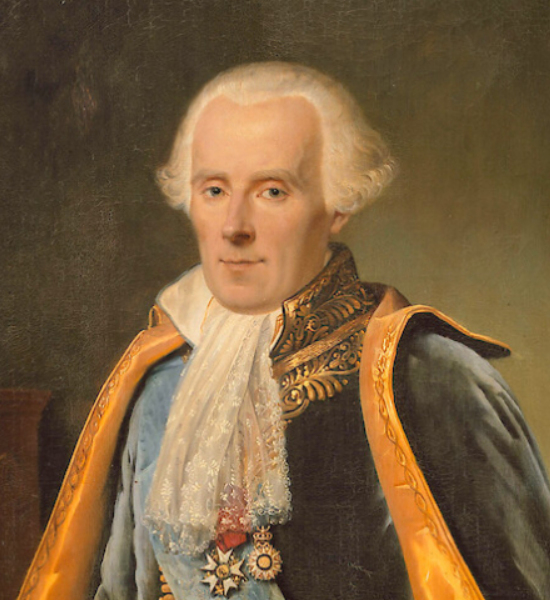
پیر سیمون لاپلاس، یکی از نظریه‌پردازان فرضیه سحابی

ایده‌هایی که دربارهٔ اصل و سرنوشت تاریخ سخن می‌گویند، از اولین نوشته‌های بشر هستند؛ با این وجود، برای مدتی طولانی هیچ تلاشی برای ارتباط این تئوری‌ها با وجود منظومهٔ شمسی صورت نگرفت، زیرا آن‌ها اطلاع نداشتند که چنین منظومه‌ای، با ویژگی‌هایی که ما می‌دانیم، وجود دارد. اولین قدم به سمت تئوری تشکیل و تکامل منظومهٔ شمسی، نظریهٔ خورشید مرکزی بود، که خورشید را در مرکز سیستم قرار می‌داد و زمین به دور آن می‌چرخید. این مفهوم برای چندین هزاره رد شد (آریستاخوس ساموسی آن را در حدود ۲۵۰ قبل از میلاد بیان کرد)، ولی نهایتاً در پایان قرن هفدهم میلادی مورد پذیرش واقع شد. اولین سند استفاده از واژه «منظومه شمسی» به سال ۱۷۰۴ میلادی بازمی‌گردد.
نظریهٔ استاندارد فعلی دربارهٔ تشکیل منظومهٔ شمسی، یعنی «فرضیهٔ سحابی» از همان قرن هجدهم میلادی، که توسط امانوئل سویندبرگ، ایمانوئل کانت و پیر سیمون لاپلاس ارائه شد، مورد توجه قرار گرفت. اصلی‌ترین انتقاد از این نظریه ناتوانی ظاهری آن در توضیح نداشتن تکانهٔ زاویه‌ای نسبی خورشید، در مقایسه با سیارات بود. با این وجود، از دههٔ ۱۹۸۰، و زمانی که مطالعات ستارگان جوان وجود دیسک‌های سرد گردوغبار و گاز را مطابق پیش‌بینی فرضیهٔ سحابی در اطراف آن‌ها نشان داده، این فرضیه دوباره مورد پذیرش قرار گرفته است.
درک چگونگی تکامل خورشید، نیاز به شناخت منبع نیروی آن داشت. تأیید نظریه نسبیت آلبرت اینشتین توسط آرتور استنلی ادینگتون، سبب شد که او متوجه شود انرژی خورشید از همجوشی هسته‌ای در مرکز آن حاصل می‌شود. در سال ۱۹۳۵ میلادی، ادینگتون فراتر رفت و بیان نمود که احتمالاً عناصر دیگری نیز ستارگان را تشکیل داده‌اند. فرد هویلی با بحث دربارهٔ ستارگان تکامل یافته که غول سرخ نام دارند، سخن او را نشان داد و عنوان کرد که این ستارگان در هستهٔ خود، عناصری بسیار سنگین‌تر از هیدروژن و هلیم تولید می‌کنند. زمانی که در نهایت لایهٔ خارجی غول سرخ فرو می‌ریزد، این عناصر کنار هم جمع می‌شوند و سیستم‌های تولید ستارهٔ جدید را فراهم می‌کنند.

## تشکیل

### ابر پیش‌خورشیدی
فرضیه سحابی بیان می‌کند که منظومه شمسی از فروریزی گرانشی بخشی از ابر مولکولی ایجاد شده است. این ابر خودش اندازه‌ای در حدود ۲۰ پارسک داشت، درحالی که اندازهٔ آن قطعه حدوداً ۱ پارسک (۳ و یک‌چهارم سال نوری) بود. فروریزی‌های بعدی بخش‌های ابر به اندازهٔ ۰٫۰۱ تا ۰٫۱ پارسک، موجب ایجاد هسته‌های چگال شد. یکی از این بخش‌های سقوط‌کننده که نام ابر پیش‌خورشیدی را دارد، موجب ایجاد منظومهٔ شمسی شده است. ترکیبات این منطقه که جرمی تقریباً برابر (اندکی بیشتر) از خورشید دارا بود، تقریباً برابر با جرم خورشید امروزی است، که هیدروژن، به همراه هلیم، و مقدار کمی لیتیم تولید شده از هسته‌زایی مه‌بانگ، ۹۸ درصد جرم آن را تشکیل می‌دهند. دو درصد باقی نیز عناصر سنگینی هستند که در سنتز هسته‌ای در تولید ستارگان اولیه ایجاد شده‌اند.  سپس در زندگی این ستارگان، آن‌ها عناصر سنگین را به محیط میان‌ستاره‌ای فرستادند.

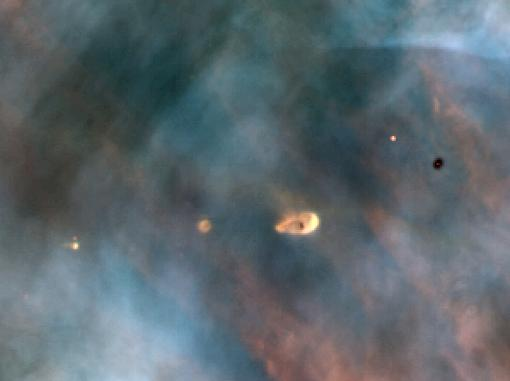
تصویر هابل از دیسک‌های پیش‌سیاره‌ای در سحابی شکارچی، یک «مهدکودک ستاره‌ای» به عرض یک سال نوری، احتمالاً بسیار شبیه ابری است که خورشید را شکل داده است.

وجود سرشار قدیمی‌ترین اجزای موجود در شهاب‌سنگ‌ها که به نظر می‌رسد اولین مواد جامد را به درون ابر پیش‌خورشیدی آوردند، ۴۵۶۸٫۲میلیون سال قدمت دارند، درحالی که مطابق یک تعریف عمر منظومهٔ شمسی نیز همین اندازه است. بررسی شهاب‌سنگ‌های باستانی نشان می‌دهد که ردپایی از هسته دختر پایدار ایزوتوپ‌های کم‌عمر مانند آهن -۶۰ یافت می‌شود که تنها در انفجار ستاره‌های کم عمر شکل می‌گیرد. این شامل چند ابرنواختری می‌شود که در زمان شکل‌گیری خورشید، در نزدیکی آن، رو داده‌اند. امواج شوک حاصل از یک ابرنواختر احتمالاً موجب شروع شکل‌گیری خورشید شده است، زیرا این امواج موجب بیش از حد چگال شدن بخشی از ابر شده و این مناطق فروریخته‌اند. از آن‌جا که تنها ستارگان حجیم و کم عمر، ابرنواختر می‌شوند، خورشید باید در منطقه عظیم شکل‌گیری ستارگان مثلاً شبیه سحابی شکارچی تولید شده باشد. بررسی ساختار کمربند کویپر و مواد غیرعادی درون آن نشان می‌دهد که خورشید در خوشه‌ای از ۱۰۰۰ تا ۱۰۰۰۰ ستاره در قطر بین ۶٫۵ تا ۱۹٫۵ سال نوری و جرم مجموع معادل ۳۰۰۰ خورشید ایجاد شده است. این خوشه بین ۱۳۵ تا ۵۳۵ میلیون سال پس از شکل‌گیری شروع به جدا شدن کرد. چندین شبیه‌سازی از خورشید جوان در تعامل با ستارگان در حال عبور در صد میلیون سال اول زندگی‌اش، چرخش‌های غیرعادی را در منظومه شمسی خارجی مانند اجسام منفصل به وجود آورد.
به دلیل پایستگی تکانهٔ زاویه‌ای، ابر با سرعتی بیشتر نسبت به فروریختنش چرخید. با غلیظ‌تر شدن مواد درون ابر، اتم‌ها شروع به برخورد کردند و با افزایش فرکانس، انرژی جنبشی آن‌ها تبدیل به گرما شد. مرکز، که بیشتر جرم در آن جمع شده بود، از همه‌جا گرم‌تر شد. در حدود ۱۰۰ هزار سال، نیروهای جاذبه، فشار گاز، میدان‌های مغناطیسی، و دوران، سبب شد که ابر منقبض شده، به یک دیسک پیش‌سیاره‌ای پخش‌شده تبدیل شود که قطرش تقریباً ۲۰۰ واحد نجومی است و یک پیش‌ستاره داغ و چگال (ستاره‌ای که همجوشی هیدروژن در آن هنوز آغاز نشده است)، در مرکز شکل گرفت.
خورشید، در این مرحله از تکامل خود، یک ستاره تی ثوری بود. مطالعه ستارگان تی ثوری نشان می‌دهد که آن‌ها اغلب همراه دیسک‌های پیش سیاره‌ای هستند که جرمشان ۰٫۰۰۱ تا ۰٫۱ جرم خورشیدی است. این دیسک‌ها چند صد AU گسترش می‌یابند (تلسکوپ فضایی هابل دیسک‌های پیش‌سیاره‌ای را تا قطر 1000 AU در مکان‌های زایش ستارگان مانند سحابی شکارچی مشاهده کرده است) و سرد هستند، که دمای سطح آن‌ها در گرم‌ترین حالت به ۱۰۰ کلوین می‌رسد. بعد از گذر ۵۰ میلیون سال، دما و فشار هسته خورشید بسیار زیاد شد، تا در نتیجه هیدروژن آن شروع به هم‌جوشی نمود، و یک منبع انرژی داخلی ایجاد کرد که تا حاصل شدن تعادل هیدرواستاتیکی، در برابر انقباض جاذبه‌ای مقاومت نمود. این رویداد سبب ورود خورشید به مرحله جدیدی از زندگی خود شد که رشته اصلی نام دارد. ستارگان رشته اصلی با همجوشی هیدروژن‌ها و تبدیل شدنشان به هلیم انرژی تابش می‌کنند. امروزه خورشید یک ستاره رشته اصلی است.

### تشکیل سیاره‌ها
اعتقاد بر این است که سیاره‌های متنوع از ابر خورشیدی ساخته شده‌اند، ابر دیسک‌شکلی از گاز و گردوغبار که از تشکیل خورشی باقی‌مانده است. روش مورد قبول فعلی ساخته شدن سیارات برافزایش نام دارد، که در آن سیارات به عنوان دانه‌های درشت گردوغبار شروع به گردش پیرامون پیش‌ستاره می‌کنند. این دانه‌ها از طریق تماس مستقیم به توده‌هایی با قطر ۲۰۰ متر تبدیل می‌شوند که به نوبه خود با یکدیگر برخورد می‌کنند تا اجرام بزرگ‌تر را شکل دهند (اجرام آسمانی کوچک) که اندازه آن‌ها تا ۱۰ کیلومتر می‌رسد. این قطر با برخوردهای بعدی با سرعت چند سانتی‌متر در سال افزایش می‌یابد و تا میلیون‌ها سال ادامه‌می‌یابد.
در منظومه شمسی داخلی، منطقه‌ای از منظومه شمسی داخل 4 AU، برای بخار شدن مولکول‌هایی مانند آب و متان مناسب بود، لذا اجرام آسمانی که در آن فاصله شکل می‌گرفتند تنها می‌توانست از اجزایی تشکیل شوند که نقطه ذوب بالایی دارند، مانند فلزات (آهن، نیکل و آلومینیوم) و سیلیکاتهای سنگی. این ترکیبات بسیار نادرند و تنها ۰٫۶ درصد جرم این ابر را تشکیل می‌دهند، لذا سیارات زمین‌سان نمی‌توانستند جرم زیادی داشته باشند. این جنین‌های زمین‌سان تا ۰٫۰۵ جرم زمین رشد کردند، و در حدود ۱۰۰ هزار سال پس از تشکیل خورشید، متوقف شدند؛ برخوردها و ادغام‌های بعدی بین اجرام بزرگ (به اندازه بدنه‌ها)، به سیارات زمین‌سان امکان بزرگ‌شدن و رسیدن به اندازه کنونی را فراهم کرد (سیارات زمین‌سان را در ادامه ببینید)
زمانی که سیاره‌های زمین‌سان ساخته می‌شدند، در دیسکی از گاز و گردوغبار باقی می‌ماندند. گاز تا حدودی تحت فشار قرار می‌گرفت و لذا با سرعت سیاره‌ها به دور خورشید نمی‌چرخید. این پسار حاصل موجب جابجایی تکانه زاویه‌ای می‌شد، و در نتیجه سیاره‌ها به مداری تازه انتقال می‌یافتند. مدل‌ها نشان می‌دهند که تنوع چگالی و دما در این دیست، سرعت جابجایی سیاره را تحت اثیر قرار می‌دهد، اما تمایل حرکت به داخل منظومه شمسی با از بین رفتن دیسک، موجب می‌شد سیاره‌های در مدار خود باقی بمانند.
غول‌های گازی (مشتری، کیوان، اورانوس و نپتون) در مناطق دورتر شکل گرفتند، یعنی بر فراز خط شبنم، جایی بین مریخ و مشتری که مواد به اندازه‌ای سردند که ترکیبات یخی، جامد می‌مانند. یخ‌هایی که سیاره‌های مشتری‌مانند را شکل دادند، بسیار فراوان‌تر از فلزات و سیلیکات‌هایی بودند که سیاره‌های زمین‌سان را ایجاد کردند، این موضوع به این سیاره‌ها اجازه می‌داد حجم بیشتری را به خود جذب کنند و هیدروژن و هلیم را که فراوان‌ترین و سبک‌ترین عنصرهای این سیارات بودند، به دام خود اندازند. اجرام کوچک آسمانی در حال گردش بر فزار خط شبنم، جرمی به اندازه ۴ برابر زمین را در ۳ میلیون سال جمع کرده‌اند. امروزه، ۴ غول گازی ۹۹ درصد جرمی را که به دور خورشید می‌چرخد، در اختیار دارند. نظریه‌پردازان معتقدند این تصادفی نیست که مشتری درست بعد از خط شبنم قرار دارد. از آن‌جا که خط شبنم از طریق تبخیر، آب فراوانی را از مواد یخی جمع کرده است، این خط منطقه‌ای از فشار کم را ایجاد کرده است که سرعت دوران ذرات گردوغبار را افزایش و حرکت آن‌ها به سمت خورشید را کاهش می‌دهد. در نتیجه خط شبنم مانعی را ایجاد می‌کند که سبب می‌شود مواد در فاصله 5 AU از خورشید انباشته شوند. این مواد اضافی در یک جنین (یا هسته) یک‌دست می‌شوند که جرمش ۱۰ برابر جرم زمین است، و سپس شروع به انباشته شدن یک پوشش از طریق اتحاد گازی از دیسک اطراف با سرعتی در حال افزایش، می‌کند. زمانی که سرعت دوران پوشش با هسته جامد برابر می‌شود، رشد به سرعت پیشرفت می‌کند، و به حجم ۱۵۰ برابری زمین می‌رسد، بعد از ۱۰۰۰۰۰ سال، و در نهایت این فرایند، جرم آن ۳۱۸ برابر زمین می‌شود. کیوان جرم بسیار کمتری نسبت به مشتری دارد، زیرا چند میلیون سال بعد از آن تشکیل شده است، یعنی زمانی که گاز کمتری در دست‌رس بود.
ستارگان تی ثوری، مانند خورشید جوان، بادهای ستاره‌ای شدیدتری نسبت به ستاره‌های پیرتر و ثابت‌تر دارند. ظاهراً اورانوس و نپتون بعد از مشتری و کیوان ایجاد شده‌اند، یعنی زمانی که بادهای ستاره‌ای بیشتر مواد دیسک را به آن مکان‌ها رسانده‌اند. در نتیجه در این سیاره‌ها اندکی گاز هیدروژن و هلیم انباشته شده، که جرمش برابر جرم زمین می‌باشد. گاهی به اورانوس و نپتون، هسته‌های ناموفق گفته می‌شود. مشکل تشکیل آن‌ها، در زمان‌بندی این شکل‌گیری است. در موقعیت فعلی، صد میلیون سال طول می‌کشد تا هسته آن‌ها انباشته شود. این بدان معناست که اورانوس و نپتون در مکان نزدیک‌تری نسبت به خورشید تشکیل شده (نزدیک یا حتی بین مشتری و کیوان)، و بعدها به بیرون مهاجرت نموده‌اند (در ادامه مهاجرت سیاره‌ای را مشاهده کنید). جابجایی اجرام کوچک آسمانی همیشه به سمت خورشید نیست؛ فضاپیمای استارداست که از ستاره دنباله‌دار والید ۲ بازگشته است، نشان می‌دهد که موادی که در ابتدای تشکیل منظومه شمسی شکل گرفته‌اند، از منظومه شمسی داخلی گرم‌تر، به سمت کمربند کویپر حرکت کرده‌اند.
بعد از بین سه تا ۱۰ میلیون سال، بادهای خورشیدی ستاره جوان، احتمالاً تمام گازها و گردوغبار را با خود به فضای بین ستاره‌ای برده، لذا رشد سیاره‌ای متوقف شده است.

## تکامل بعدی

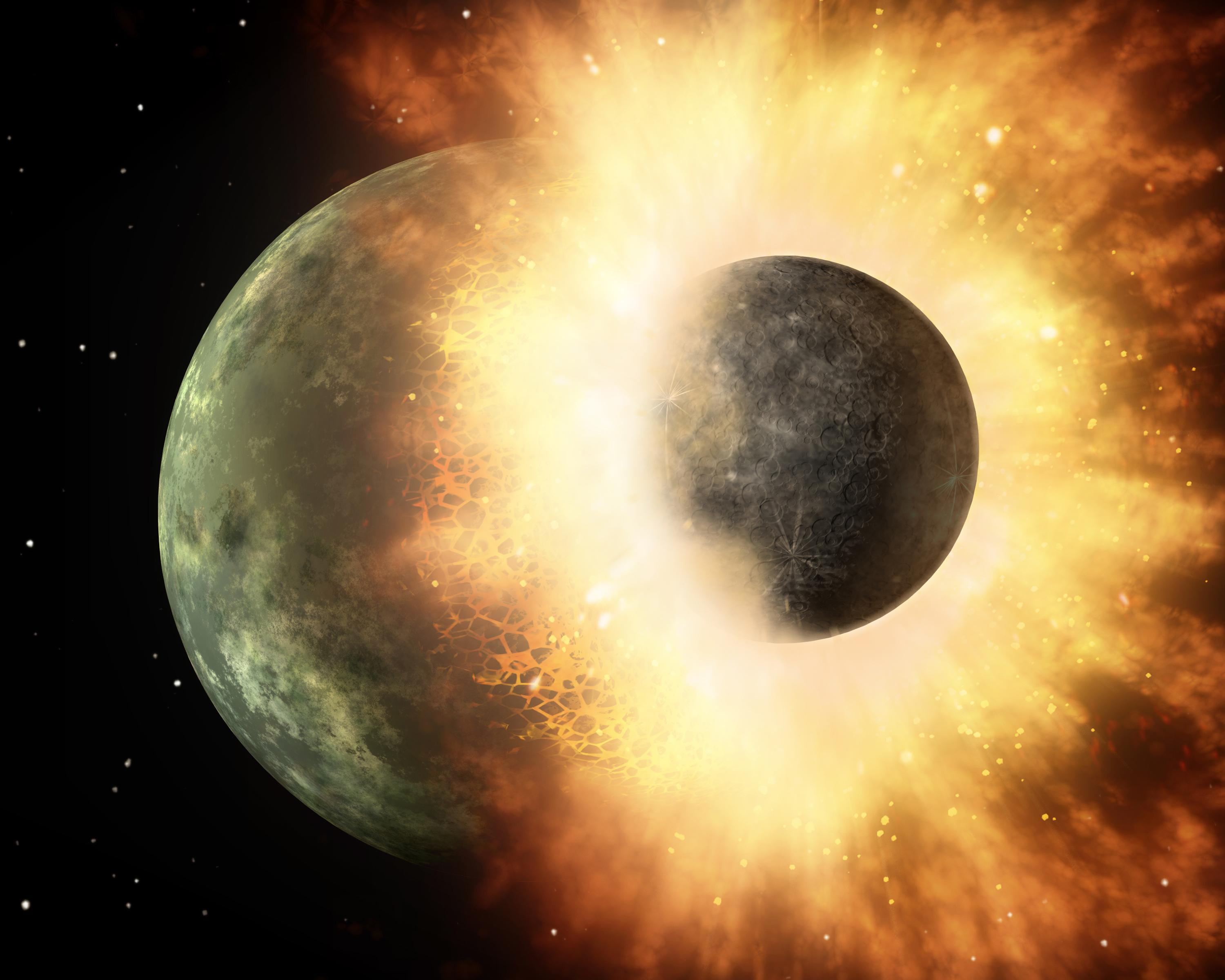
مفهوم هنری فرضیه برخورد بزرگ که سبب تشکیل ماه شده است.

اعتقاد بر این بود که سیاره‌ها در مدار امروزی یا نزدیک به آن ساخته شده‌اند. با این وجود، در اواخر قرن ۲۰ام و اوایل قرن ۲۱ام، این دیدگاه، تحت تأثیر تغییرات شدیدی قرار گرفت. اکنون اعتقاد بر این است، که منظومه شمسی در ابتدای پیدایش خود شکل کاملاً متفاوتی داشت: چند جسم حداقل به جرم عطارد در منظومه شمسی داخلی قرار داشتند و منظومه شمسی خارجی بسیار جمع‌وجورتر بود و کمربند کویپر در فاصله بسیار نزدیک‌تری نسبت به خورشید قرار داشت.

### سیاره‌های زمین‌سان
در پایان دوره تشکیل سیاره‌ای، منظومه شمسی داخلی مملو از ۵۰ تا ۱۰۰ جنین سیاره‌ای مشابه ماه تا مریخ بود. رشدهای بعدی تنها زمانی امکان‌پذیر شدند که این بدنه‌ها با یک‌دیگر برخورد کردند و ادغام شدند، این فرایند کمتر از ۱۰۰ میلیون سال به طول انجامید. این اشیا در اثر گرانش با یک‌دیگر تعامل کردند، مدارهای هم را تحت کشش قرار دادند تا برخورد کنند، و آن‌قدر رشد کردند که ۴ سیاره امروزی پایدار شدند. به نظر می‌رسد یکی از این برخوردهای بزرگ، ماه را تشکیل داده است (در پایین قمرها را ببینید)، درحالی که سایر قمرها از پوشش مشتری جوان شکل گرفتند.
یکی از مسائل حل‌نشده این مدل اینست که نمی‌تواند توضیح دهد، مدارهای اولیه سیاره‌های زمین‌سان، که باید برای برخورد گریز از مرکز بالایی داشتند، چگونه مدارهای بسیار ثابت و تقریباً دایره‌ای را ایجاد کردند که سیارات زمین‌سان امروزه بدان‌ها دسترسی دارند. یک فرضیه برای این «پرتاب گریز از مرکز» اینست که سیاره‌های زمین‌سانی که در یک دیسک گازی تشکیل شده بودند، هنوز توسط خورشید طرد نشده بودند. بسپار گرانشی گاز باقی‌مانده در نهایت انرژی سیاره‌ها را کاهش می‌داد، و آنان از مدارشان خارج می‌شدند. با این وجود اگر این گاز وجود داشت، در همان قدم اول مانع می‌شد مدار سیاره‌های زمین‌سان گریزنده از مرکز شوند. یک فرضیه دیگر وجود دارد که بسپار گرانشی بین سیاره‌ها و گاز باقی‌مانده اتفاق نمی‌افتد بلکه بین سیاره‌ها و سایر اجرام کوچک‌تر روی می‌دهد. با عبور اجرام بزرگ از کنار اجرام کوچکتر، این اجرام کوچک‌تر تحت تأثیر گرانش اجرام بزرگ قرار می‌گیرند، منطقه‌ای با چگالی بیشتر ایجاد می‌کنند، و در مسیر اجرام بزرگ‌تر، «بیداری گرانشی» ایجاد می‌شود. با این عمل، جاذبه افزایش یافته بیداری، اجرام بزرگ‌تر را به مدارهایی منظم‌تر هدایت می‌کند.

### کمربند سیارک‌ها
لبه خارجی منطقه زمین‌سانی، بین ۲ و 4 AU از خورشید، کمربند سیارک‌ها نام دارد. کمربند سیارک‌ها در ابتدا شامل مواد لازم برای تولید بیش از ۲ تا ۳ سیاره زمین‌سان بود، درحقیقت تعداد زیادی اجرام آسمانی کوچک در آن‌جا قرار داشتند. این اجرام کوچک، همانند زمین‌سان‌ها ادغام شدند و ۲۰ تا ۳۰ جنین سیاره‌ای از ماه تا مریخ را تشکیل دادند؛ با این وجود، نزدیکی به مشتری نشان می‌دهد بعد از تشکیل این سیاره، یعنی ۳ میلیون سال بعد از خورشید، تاریخچه این منطقه به شدت تغییر کرده است. تشدیدهای مداری مشتری و کیوان در کمربند سیارک‌ها قوی است، و تعامل گرانشی با جنین‌های سنگین اجرام آسمانی کوچک فراوانی را در این تشدیدها پخش کرده است. گرانش مشتری سرعت اشیای درون تشدید را افزایش داد، سبب شد در اثر برخورد بشکنند و با هم یکی نشوند.
از آن‌جا که مشتری بعد از تشکیل به سمت داخل منظومه حرکت کرد (مهاجرت سیاره‌ای را در ادامه ببینید)، تشدید در سراسر کمربند سیارک‌ها پیچید، جمعیت منطقه پویا ماند و سرعتشان نسبت به یک‌دیگر افزایش یافت. عمل تجمعی تشدیدها و جنین‌ها، یا اجرام آسمانی کوچک کمربند سیارک‌ها را پراکنده کرد، یا انحراف مداری و خروج از مرکز مداری آن‌ها را برانگیخت. برخی از این جنین‌های سنگین نیز در اثر مشتری از مدار خارج شدند، درحالی که برخی دیگر به درون منظومه حرکت و در رشد نهایی سیارات زمین‌سان نقش ایفا کردند و در پایان این دوره تخلیه اولیه، برخورد سیارات بزرگ و جنین‌های سیاره‌ای سبب شد که جرم کمربند سیارک‌ها به ۱ درصد جرم زمین کاهش یابد، که در اصل از اجرام بسیار کوچک تشکیل می‌شد. اما هنوز این مقدار خیلی بیشتر از مقدار کنونی بود، زیرا اکنون به 1⁄2000 جرم زمین رسیده است. دوره تخلیه دوم، که جرم کمربند را به نزدیکی جرم امروزی رساند، زمانی اتفاق افتاد که مشتری و کیوان وارد تشدید ۲:۱ شدند (در پایین ببینید).
دوران برخوردهای عمیق منظومه شمسی داخلی، احتمالاً در جمع‌شدن آب کنونی زمین (تقریباً ۶×۱۰۲۱ کیلوگرم) از کمربند سیارک‌های اولیه، نقش داشته است. آب خیلی زود بخار می‌شود و لذا بعید است در زمان تشکیل زمین روی آن وجود داشته باشد، بلکه بعدها و از قسمت خارجی منظومه شمسی وارد سطح آن شده است. احتمالاً جنین‌های سیاره‌ای و اجرام آسمانی کوچکی که توسط مشتری از کمربند خارج شده‌اند، آی را به سطح زمین آورده‌اند. احتمال می‌رود مجموعه‌ای از ستاره‌های دنباله‌دار کمربند اصلی که در سال ۲۰۰۶ کشف شدند، منبع اصلی آب زمین باشند. در مقابل، دنباله‌دارهای کمربند کویپر و مناطق دورتر تنها ۶ درصد آب زمین را فراهم نموده‌اند. فرضیه پان‌اسپرمیا بیان می‌کند که حیات نیز از این طریق روی زمین گسترش یافته است، اگرچه این فرضیه چندان قابل قبول نیست.

### مهاجرت سیاره‌ای

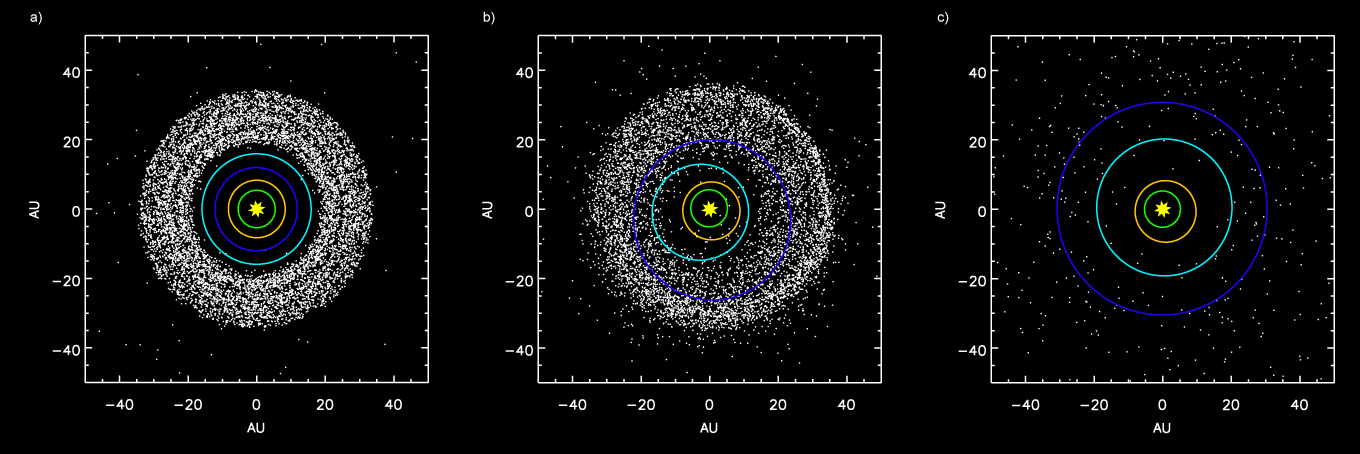
کیوان b) پراکندگی اجرام در کمربند کویپر در منظومه شمسی بعد از تغییر مداری نپتون c) بعد از پرتاب اجرام کمربند کویپر توسط مشتری

طبق فرضیه سحابی، دو سیاره بیرونی در مکانی نادرست قرار دارند. اورانوس و نپتون (که به غول یخی مشهورند)، در منطقه‌ای قرار دارند که چگالی کم ابر خورشیدی و زمان گردش طولانی‌تر به دور مدار، امکان ایجاد آن‌ها را بسیار نا محتمل می‌کند. گمان می‌رود این دو در مداری نزدیک مشتری و کیوان تشکیل شده‌اند، جایی که مواد بیشتری در دست‌رس بود و و این دو سیاره پس از صدها میلیون سال مهاجرت، به مکان‌های کنونی خود رسیده‌اند.
همچنین مهاجرت سیاره‌های خارجی برای محاسبه وجود و ویژگی‌های مناطق بسیار دور افتاده منظومه شمسی ضروری است. بر فراز نپتون، منظومه شمسی به کمربند کویپر، دیسک فشرده و ابر اورت ختم می‌شود، این سه منطقه، ریشه بسیاری از دنباله‌دارهای مشاهده شده‌اند. در فاصله آن‌ها از خورشید، رشد پیوسته برای اجازه دادن به سیارات برای شکل‌گیری قبل از ناپدیدی ابر بسیار کند، و در نتیجه چگالی دیسک فشرده برای اجاد سیاره بسیار اندک بود. کمربند کویپر در فاصله ۳۰ تا55 AU از خورشید قرار دارد، درحالی که دیسک فشرده تا 100 AU پخش شده است. ابر اورت نیز حدوداً در 50000 AU آغاز می‌شود. اما در اصل کمربند کویپر بسیار چگال‌تر و نزدیک‌تر به خورشید بود، که انتهای خارجی آن 30 AU با خورشید فاصله داشت. لبه داخلی آن فراتر از مدار اورانوس و نپتون بوده است، این سیاره‌ها نیز در زمان تشکیل، خیلی به خورشید نزدیک‌تر بودند، و در آن موقع، اورانوس نسبت به نپتون، دورتر از خورشید بود.
بعد از تشکیل منظومه شمسی، مدار تمام سیارات بزرگ آن شروع به تغییرات آرام کردند، و تحت تأثیر تعامل با اجرام آسمانی کوچک قرار گرفتند. بعد از ۵۰۰ تا ۶۰۰ میلیون سال (۴ میلیارد سال قبل)، مشتری و کیوان به تشدید ۲:۱ رسیدند: یعنی کیوان در مداری به دور خورشید چرخید که مدت یک بار دورانش برابر با دو بار دوران مشتری شد. این تشدید سبب شد نپتون از اورانوس عبور کند، و پای به مدار کویپر بگذارد. این سیارات حجم عظیمی از اجرام آسمانی یخی را به سمت داخل منظومه روانه ساختند، و خود پای به بیرون گذاردند. سپس این اجرام آسمانی کوچک در سیاره بعدی مواجهه، پراکنده شدند، و با حرکت به سمت داخل، مدار سیارات را به سمت بیرون حرکت دادند. این فرایند تا جایی ادامه یافت که این اجرام آسمانی به مشتری رسیدند، و تحت جاذبه عظیم آن در مدار بیضوی‌اش گرفتار یا حتی به خارج از منظومه شمسی پرت شدند. این سبب شد مشتری اندکی به سمت داخل حرکت کند. مشتری این اجرام را در مدار بیضوی بالایی پراکنده کرد، مداری که ابر اورت را شکل می‌داد؛ با مهاجرت نپتون، اجرام در درجه پایین‌تری پراکنده شدند و کمربند کویپر و دیسک پراکنده فعلی شکل گرفت. این سناریو جرم کم کمربند کویپر و دیسک پراکنده را توصیف می‌کند. برخی از این اجسام پراکنده، مانند پلوتو، به‌طور گرانشی به مدار نپتون گره خورد، و آنان را مجبور به تشدید مداری کرد. نهایتاً اصطکاک دیسک اجرام آسمانی مدار اورانوس و نپتون را دایره‌ای کرد.
در مقابل سیاره‌های خارجی، سیارات داخلی در طول تاریخ منظومه شمسی مهاجرات چندانی نداشته‌اند، زیرا مدارهای آنان با وجود برخوردهای بسیار ثابت مانده‌اند.
سؤال دیگر این است که چرا مریخ در مقایسه با زمین این‌قدر کوچک است. یک مطالعه توسط مؤسسه تحقیقات جنوبی سان آنتونیو، در تگزاس در ۶ ژوئیه سال ۲۰۱۱ منتشر شد که بیان می‌کرد مشتری 1.5 AU به داخل مهاجرت کرده بود، و با تشکیل کیوان به جای خود بازگشت. در نتیجه مشتری مقدار فراوانی از جرمی را که قرار بود به مریخ متصل شود، ربوده است. شبیه‌سازی یکسانی ویژگی‌های مدار سیارک‌های امروزی را تولید کرده است، که سیارک‌ها خشک اند و اجرام غنی‌ازآبی مشابه شهاب‌ها وجود دارند. با این وجود، معلوم نیست که آیا شرایط ابر خورشید این اجازه را به مشتری و کیوان داده است که به موقعیت فعلی خود بازگردند. به‌علاوه، توصیف‌های جایگزین برای جرم کم مریخ وجود دارند.

### آخرین بمباران سنگین

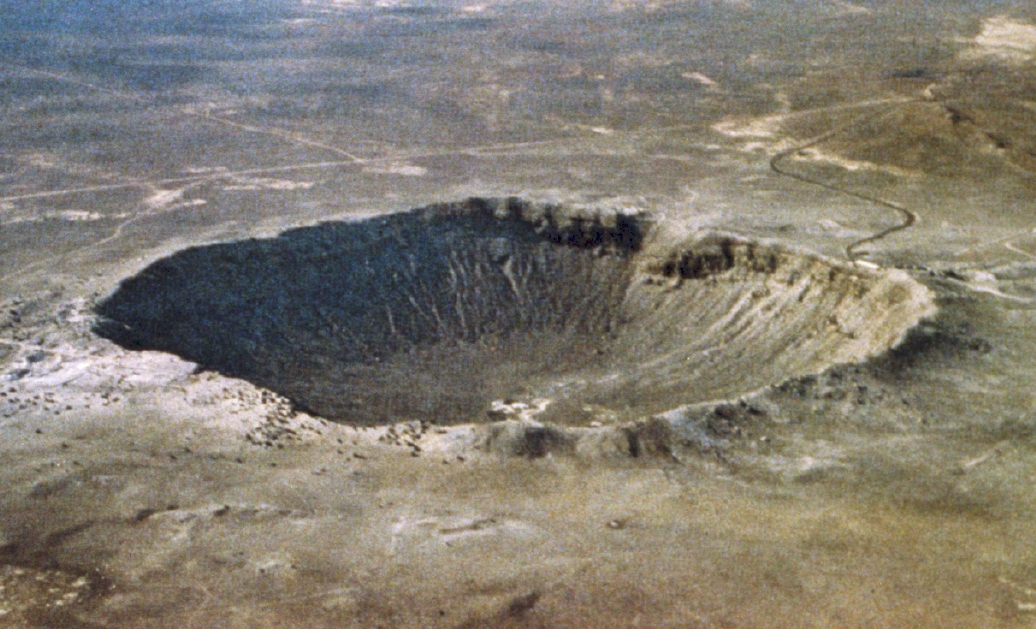
حفره شهابی در آریزونا. این حفره ۵۰ هزار سال قبل و با برخورد یک شهاب‌سنگ ۵۰ متری تشکیل شد، این نشان می‌دهد که برخورد در منظومه شمسی پایان نیافته است.

قطع گرانش ناشی از مهاجرت سیاره‌های خارجی سبب پرتاب سیارک‌های فراوانی به منظومه شمسی داخلی شد، و جرم کمربند به شدت کاهش یافت تا به میزان بسیار کم امروزی رسید. این رویداد موجب آخرین بمباران سنگین در حدود ۴ میلیارد سال قبل، یعنی ۵۰۰–۶۰۰ میلیون سال پس از تشکیل منظومه شمسی شد. این بمباران چندصد میلیون سال به طول انجامید و گواهی برای حفره‌های درون ماه و عطارد است. قدیمی‌ترین گواه وجود زندگی بر روی زمین، به ۳٫۸ میلیون سال قبل بازمی‌گردد، که تقریباً بعد از پایان آخرین بمباران سنگین است.
برخوردها، بخشی منظم از تکامل منظومه شمسی‌اند. ادامه روی‌دادن آن‌ها گواهی است که عبارتند از برخورد دنباله‌دار شومیکر-لوی۹ به مشتری، در سال ۱۹۹۴، رویداد برخورد مشتری در ۲۰۰۹، رویداد تونگوسکا، شهاب‌سنگ چلیابینس و دهانه شهاب‌سنگ در آریزونا. در نتیجه، فرایند پیوستن، کامل نیست و ممکن است موجب توقف حیات بر روی زمین شود.
در طول تکامل منظومه شمسی، سیارات بزرگ، دنباله‌دارها را به خارج از منظومه شمسی داخلی پرتاب کرده‌اند و آن‌ها را هزاران AU از ابر اورت دور کرده‌اند. نهایتاً، بعد از ۸۰۰ میلیون سال، قطع گرانش در اثر جزر و مدهای کهکشانی، از ستارگان عبور کردند و ابرهای مولکولی بزرگ شروع به خالی کردن این ابر نمودند و دنباله‌دارها را به منظومه شمسی داخلی فرستادند. تکامل منظومه شمسی خارجی ظاهراً تحت اثیر فرسایش فضایی ناشی از بادهای خورشیدی، سنگ‌های فضایی ریز، و ترکیبات خنثی فضای میان‌ستاره‌ای قرار گرفته است.
بعد از آخرین بمباران سنگین، تکامل کمربند سیارک‌ها تحت تأثیر برخوردها قرار گرفته است. اجرامی که جرمشان زیاد است، جاذبه کافی برای نگه‌داشتن مواد پرتاب‌شده در اثر برخورد شدید را دارند. در کمربند سیارک‌ها اغلب شرایط بدین‌گونه نیست. در نتیجه، بسیاری از اشیای بزرگ‌تر شکسته‌اند، و گاهی‌اوقات اجرام تازه‌تر از بقایای برخوردهای کم شدت‌تر ساخته شده‌اند. قمرهایی که در اطراف سیارک‌ها وجود دارند، حاصل تثبیت موادی هستند که بدون انرژی کافی برای فرار از جاذبه، جرم اصلی خود را از دست داده‌اند.

## قمرها
قمرها در اطراف اکثر سیارات و سایر اجرام منظومه شمسی دیده می‌شوند. آن‌ها با یکی از این سه مکانیزم، ایجاد شده‌اند:
- تشکیل شدن از دیسک دورسیاره‌ای (تنها در غول‌های گازی)؛
- تشکیل شدن از بقایای برخورد؛
- به دام افتادن اجرام در حال عبور.

مشتری و کیوان چندین قمر بزرگ مانند اروپا، گانمید و تایتان دارند، که از دیسک‌های اطراف سیاره‌های بزرگ تشکیل شده‌اند، درست مشابه فرایند تشکیل شدن آن سیاره‌ها از دیسک اطراف خورشید. این منشأ، توسط بزرگی قمرها و نزدیکی آن‌ها به سیاره قابل درک است. این خواص از طریق به دام انداختن حاصل نمی‌شوند، همچنین طبیعت گازی تشکیل آن‌ها، برخورد را نیز منتفی می‌کند. قمرهای خارجی غول‌های گازی کوچک‌ترند و دارای خروج از مرکز مداری با انحراف دلخواه می‌باشند. این ویژگی‌ها مختص اجرام به دام‌افتاده‌اند. بسیاری از این قمرها خلاف سیاره مادر می‌چرخند. بزرگ‌ترین قمر غیرعادی، قمر تریتون است که یکی از اجرام به دام‌افتاده از کمربند کویپر می‌باشد.
قمرهای اجرام جامد منظومه شمسی از برخورد و به‌دام افتادن ایجاد شده‌اند. دو قمر کوچک مریخ، دیموس و فوبوس به نظر می‌رسد از سیارک‌ها به دام افتاده‌اند. اما گمان می‌رود قمر زمین، از یک برخورد یک‌گانه بزرگ شکل گرفته است. این قمر جرمی برابر جرم مریخ دارد و احتمالاً این رویداد در اواخر دوره برخوردهای بزرگ اتفاق افتاده است. پس از این برخورد بعضی قطعه‌های بزرگ وارد مدار گشته و بعداً به ماه تبدیل شدند. احتمالاً این برخورد، آخرین ادغام در مجموعه رویدادهای تشکیل زمین بود. بعداً این فرضیه نیز ارائه شده است که این جرم به اندازه مریخ، دی یکی از نقاط ثابت زمین-خورشید ایجاد شده است و به مکان فعلی انتقال یافته است. قمرهای جسم فرانپتونی پلوتو (شارون (قمر)|شارون) و ارکوس ۹۰۴۸۲ (وانث (قمر)|وانث)، از برخوردهای عظیم شکل گرفته‌اند: سیستم‌های برخورد پلوتو-شارون، ارکوس-وانث، زمین-ماه، در منظومه شمسی غیرطبیعی اند که جرم قمر در آن‌ها حداقل یک درصد جرم سیاره مادر است.

## آینده
ستاره‌شناسان معتقدند تا زمانی که تمام سوخت هیدروژنی خورشید، در مرکز آن به هلیم تبدیل نشود، و خورشید شروع تکامل ستاره‌ای خود را از رشته اصلی نمودار هرتسپرونگ-راسل به فاز غول سرخ آغاز نکند، منظومه شمسی ما تغییر چندانی نخواهد کرد. حتی با این وجود منظومه شمسی تا آن زمان به تکامل ادامه خواهد داد.

### ثبات بلندمدت
منظومه شمسی در طول بازه‌های زمانی میلیون و میلیارد ساله بی‌نظم بوده است، و مدارهای سیارات تغییرات طولانی مدتی را تجربه کرده‌اند. یکی از نمونه‌های بارز، سیستم نپتون-پلوتو است که در تشدید مداری ۳:۲ قرار دارد. اگرچه خود تشدید، پایدار باقی خواهد ماند، در ۱۰–۲۰ میلیون سال بعدی، پیش‌بینی موقعیت پلوتو با دقت بالا امکان‌پذیر نیست. یک نمونه دیگر انحراف محوری زمین است که به دلیل افزایش اصطکاک در پوشش زمین، در تعامل جزر و مدی با ماه، در نقطه‌ای بین ۱٫۵ تا ۴٫۵ میلیارد سال بعد غیرقابل پشی‌بینی است.
مدارهای سیارات خارجی در بازه زمانی طولانی‌تری بی‌نظم است، که دوره لپابانوف بین ۲ تا ۲۳۰ میلیون سال دارد. در تمام شرایط این بدان معناست که موقعیت سیاره در سراسر مدارش نهایتاً غیرقابل پیش‌بینی است (لذا، برای مثال، تعیین زمان تابستان و زمستان غیرممکن است)، اما، در برخی شرایط ممکن است خود مدارها به‌طور شگرفی تغییر کنند. این بی‌نظمی‌ها بیش از همه در انحراف مداری برخی از سیاره‌هایی مشهود است که به‌طور چشم‌گیری بیضوی می‌شود.
نهایتاً، اکنون منظومه شمسی به طوری پایدار شده است که تا چند میلیارد سال، هیچ‌یک از سیارات آن به یکدیگر برخورد نخواهند کرد یا از سیستم خارج خواهند شد. فراتر از آن، تا ۵ میلیارد سال یا بیشتر، انحراف مداری مریخ به ۰٫۲ افزایش خواهد یافت که در نتیجه در مدار زمین قرار می‌گیرد و احتمال برخورد بین آن‌دو وجود دارد. همچنین در همین بازه زمانی، انحراف مداری عطارد حتی بیشتر خواهد شد و با زهره برخورد خواهد کرد و ممکن است آن را برای همیشه از منظومه شمسی به بیرون پرتاب کند، یا با زمین یا زهره برخورد کند. با توجه به شبیه‌سازی‌های انجام گرفته، ممکن است این رویداد تا یک میلیارد سال بعد رخ دهد.

### سیستم‌های ماه-حلقه
تمامل سیستم ماه با نیروهای کشندی هدایت می‌شود. ماه به دلیل اختلاف نیرو گرانشی در طول قطر سیاره اصلی، یک برآمدگی جزر و مدی را در مدار سیاره مادر ایجاد می‌کند. اگر قمر در جهت سیاره مادر دوران کند و سیاره مادر سریع‌تر از دوران دوران ماه حرکت نماید، این برآمدگی به‌طور مداوم به سوی قمر کشیده خواهد شد. در این شرایط، تکانه زاویه‌ای از دوران سیاره مادر به گردش قمر انتقال می‌یابد. ماه انرژی می‌گیرد و به‌طور مارپیچی رو به بیرون حرکت می‌کند، درحالی که با گشت زمان، سیاره مادر آرام‌تر دوران می‌کند.
زمین و ماه آن نمونه‌ای از این پیکره‌بندی اندو امروزه، ماه به‌طور قفل جزر و مدی به زمین قفل شده است؛ یکی از گردش‌های آن به دور زمین (تقریباً ۲۹ روز) برابر یک بار گردش آن به دور محور خودش است، لذا همواره تنها یک طرف خود را به زمین نشان می‌دهد. ماه به دور شدن از زمین ادامه خواهد داد و زمین نیز به آرام‌تر دوران خواهد نمود. در حدود ۵۰ میلیارد سال، اگر زمین و ماه از انفجار خورشید جان سالم به در ببرند، از نظر جزرو مدی به یک‌دیگر متصل خواهند شد؛ هر دو گرفتار یک «تشدید گردش-چرخش» خواهند شد که طبق آن ماه، در حدود ۴۷ روز یک‌بار به دور زمین خواهد چرخید و هم زمین و هم ماه به‌طور هم‌زمان به دور مدارشان خواهند چرخید، لذا از روی هر کدام از آن‌ها تنها یک نیم‌کره از دیگری قابل دیدن است. نمونه دیگر قمرهای گالیله‌ای مشتری (مانند قمرهای بسیار کوچک مشتری) و قمرهای بسیار بزرگ کیوان‌اند.

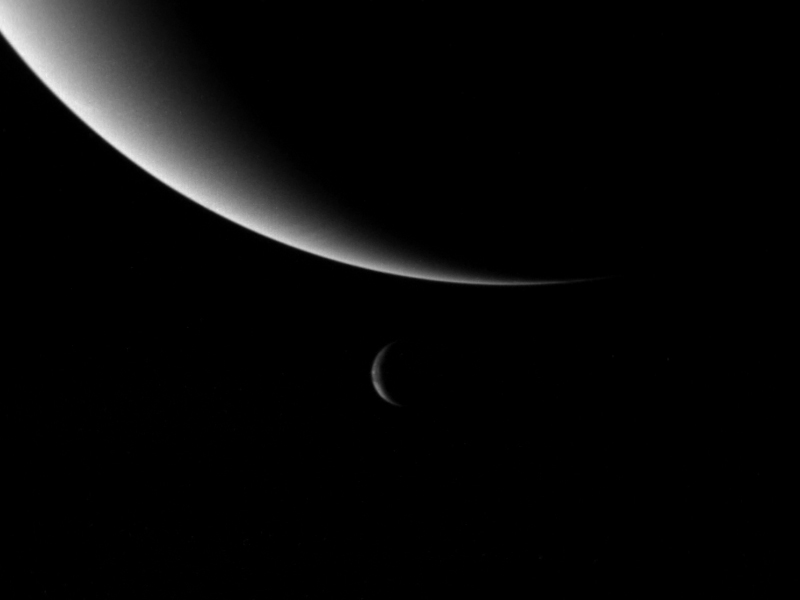
نپتون و قمرش تریتون، این عکس توسط وویجر ۲ گرفته شده است. مدار تریتون در نهایت به حد روش نپتون خواهد رسید، ان را جدا خواهد کرد و احتمالاً یک حلقه جدید خواهد ساخت.

زمانی که قمر با سرعتی بیشتر از سرعت حرکت سیاره اصلی به دور آن بچرخد یا مسیر گردش آن برعکس باشد، شرایط متفاوتی پیش خواهد آمد. در این شرایط، برآمدگی جزر و مدی در پشت قمر و در مدارش رخ می‌دهد. در شرایط اول، جهت تکانه زاویه برعکس است، لذا سرعت دوران سیاره اصلی با کاهش مدار قمر افزایش می‌یابد. در شرایط دوم، تکانه زاویه‌ای دوران و گردش مخالف همند، لذا انتقال سبب کاهش بزرگی آن‌ها می‌شود (که یکدیگر را خنثی می‌کنند). در هر دو شرایط، کاهش سرعت جزر و مدی سبب حرکت مارپیچی قمر به سمت سیاره مادر می‌شود تا جایی که تنش جزر و مدی آن را قطع کند و یک سیستم حلقه سیاره‌ای بالقوه ایجاد نماید یا با سطح یا اتمسفر سیاره برخورد کند. چنین سرنوشتی به انتظار قمر فوبوس مریخ (۳۰ تا ۵۰ میلیون سال بعد)، قمر تریتون نپتون (۳٫۶ میلیارد سال بعد)، قمر متیس و آدرستیا مشتری و حداقل ۱۶ قمر کوچک اورانوس و نپتون می‌باشد. قمر دسدمونای اورانوس حتی ممکن است با یکی از قمرهای همسایه برخورد کند. 
سومین شرایط زمانی است که ماه و زمین به‌طور جزر و مدی قفل شوند. در این شرایط، برآمدگی جزر و مدی دقیقاً در زیر ماه قرار می‌گیرد، اینجا هیچ جابجایی تکانه زاویه‌ای وجود ندارد، و دوره گردش تغییر نخواهد کرد. پلوتو و شارون نمونه‌ای از این ساختارند.
پیش از رسیدن فضاپیمای کاسینی-هویگس به حلقه‌های کیوان، اعتقاد گسترده‌ای وجود داشت که این حلقه‌ها خیلی جوان‌تر از قدمت منظومه شمسی اند، درحالی که معلوم شد به ۳۰۰ میلیون سال قبل‌تر از آن تعلق دارند. انتظار می‌رفت تعاملات گرانشی با قمرهای کیوان، سبب شود که لبه بیرونی حلقه‌ها به سمت سیاره حرکت کنند، با سایش شهاب‌سنگ‌ها و جاذبه کیوان، در پایان متوقف گردند. اما، اطالاعات کاسینی موجب شدند دانشمندان تجدیدنظر کنند. مشاهدات یک توده یخی به عمق ۱۰ کیلومتر را نشان داد که به‌طور مداوم می‌شکند و شکل‌می‌گیرد، و حلقه‌ها همواره تازه‌اند. حلقه‌های کیوان دارای جرم بسیاری نسبت به حلقه‌های سیار غول‌های گازی می‌باشند. به نظر می‌رسد این حجم از ۴٫۵ میلیارد سال قبل و زمان تشکیل کیوان حفظ شده است، و احتمالاً تا چند میلیارد سال ادامه خواهد داشت.

### محیط‌های پیرامون خورشید و سیارات
در درازمدت، تحولات اساسی منظومه شمسی از خود خورشید و سنش ناشی می‌شود. هرچه خورشید هیدروژن بیشتری می‌سوزاند، گرم‌تر می‌شود و سرعت مصرفش بالاتر می‌رود. در نتیجه خورشید در هر ۱٫۱ میلیارد سال، ۱۰ درصد بزرگتر می‌شود. در دوره زمانی ۱ میلیارد ساله، با افزایش تشعشع، دامنه زندگی خورشید به سمت بیرون خواهد رفت و سطح زمین به قدری گرم خواهد شد که زندگی بر روی ان امکان‌پذیر نخواهد بود. در این نقطه، تمام حیات بر روی زمین منقرض خواهد شد. بخار آب، به عنوان یک گاز گلخانه‌ای قوی، از سطح اقیانوس‌ها، می‌تواند به سرعت گرم شدن زمین شتاب دهد و انقراض حتی زودتر روی دهد. در این شرایط، آزاد شدن کربن‌دی‌اکسید و آب یخ‌زده در سنگ‌پوشه مریخ، به دلیل افزایش دمای سطح آن، می‌تواند موجب افزایش اثر گلخانه‌ای شود و شرایطی مشابه شرایط کنونی زمین را برای حیات فراهم کند. بعد از ۳٫۵ میلیارد سال، شرایط سطح زمین همانند شرایط سطح زهره کنونی خواهد شد.

نسبت اندازه خورشید با توجه به اندازه فعلی و اندازه تخمینی بعدی آن به عنوان یک غول سرخ

حدود ۵٫۴ میلیارد سال بعد، هسته خورشید به قدری داغ خواهد شد که هم‌جوشی هیدروژنی در پوسته اطراف آن به راه خواهد افتاد. این شرایط سبب می‌شود که لایه بیرونی خورشید شدیداً گسترش یابد، و خورشید وارد مرحله‌ای از زندگی خود به نام غول سرخ شود.  بعد از ۷٫۵ میلیارد سال، شعاع خورشید به 1.2 AU خواهد رسید، یعنی ۲۵۶ برابر اندازه فعلی. در رشته‌ای از غول سرخ، در نتیجه افزایش سطح خورشید، دمای سطح آن نسبت به حال، به شدت پایین خواهد آمد (۲۶۰۰ کلوین)، و فروزندگیاش در مقایسه با فروزندگی فعلی خورشید، به شدت افززایش می‌یابد (تا ۲۷۰۰ برابر فروزندگی فعلی). به عنوان بخشی از زندگی غول سرخ، یک باد خورشیدی بسیار قوی ایجاد خواهد شد که حدوداً ۳۳ درصد جرم آن را با خود به فضای اطراف می‌برد. ممکن است در این زمان، قمر تایتان از قمرهای کیوان، به دمای مناسب برای ادامه حیات برسد.
با بزرگ‌شدن خورشید، عطارد و زهره بلعیده می‌شوند. سرنوشت زمین خیلی معلوم نیست؛ اگرچه خورشید به مدار فعلی زمین‌خواهد رسید، از دست دادن جرم ستاره موجب می‌شود مدار زمین کمی دورتر شود. اگر تنها عامل مؤثر این بود، زمین و زهره، احتمالاً نجات می‌یافتند، اما مطالعه‌ای در سال ۲۰۰۸ نشان داد که احتمالاً زمین در نتیجه تعامل جزر و مدی با مرز پوشش خارجی خورشید، بلعیده شود.
بتدریج، سوختن هیدروژن در پوسته اطراف هسته خورشید، سبب افزایش جرم هسته آن تا ۴۵ درصد جرم کنونی خواهد شد. در این نقطه، چگالی و دما به قدری زیاد خواهد بود که تبدیل هلیم به کربن آغاز می‌شود، و به فلش هلیم منجر می‌گردد؛ شعاع خورشید، از ۲۵۰ به ۱۱ بار کوچک‌تر از حالت فعلی آن تبدیل می‌شود. فروزندگی آن نیز از ۳۰۰۰ بار، به ۵۴ بار کمتر از حالات فعلی کاهش می‌یابد و دمای سطح آن به حدود ۴۷۷۰ کلوین می‌رسد. خورشید به یک ستاره شاخه افقی تبدیل خواهد شد، و همان‌طور که امروزه در هسته خود هیدروژن را می‌سوزاند، آن زمان هلیم را خواهد سوزاند. مرحله سوخت هلیم ۱۰۰ میلیون سال طول خواهد کشید. نهایتاً، دوباره به ذخایر هیدروژن و هلیم سطح خارجی متوسل و برای بار دوم، منفجر می‌شود و به چیزی تبدیل می‌گردد که به ستاره شاخه غول مجانبی معروف است. در این حالت، فروزندگی خورشید دوباره افزایش می‌یابد، و به ۲۰۹۰ برابری حالت کنونی می‌رسد، و تا ۳۵۰۰ کلوین سرد می‌شود. این فاز نیز ۳۰ میلیون به طول می‌انجامد، و بعد از آن، در یک فرایند ۱۰۰ هزار ساله، لایه خارجی باقی‌مانده آن نیز فرو می‌ریزد و جریان عظیمی از مواد در فضا پخش می‌شود و هاله‌ای از سحابی سیاره‌نما ایجاد می‌گردد. این مواد پراکنده شده، شامل هلیم و کربن حاصل از فرایند هسته‌ای خورشید می‌باشد، و با پیوستن به عناصر سنگین موجود در فضای بین‌ستاره‌ای شرایط لازم برای تشکیل ستاره‌های جدید را ایجاد می‌کند.

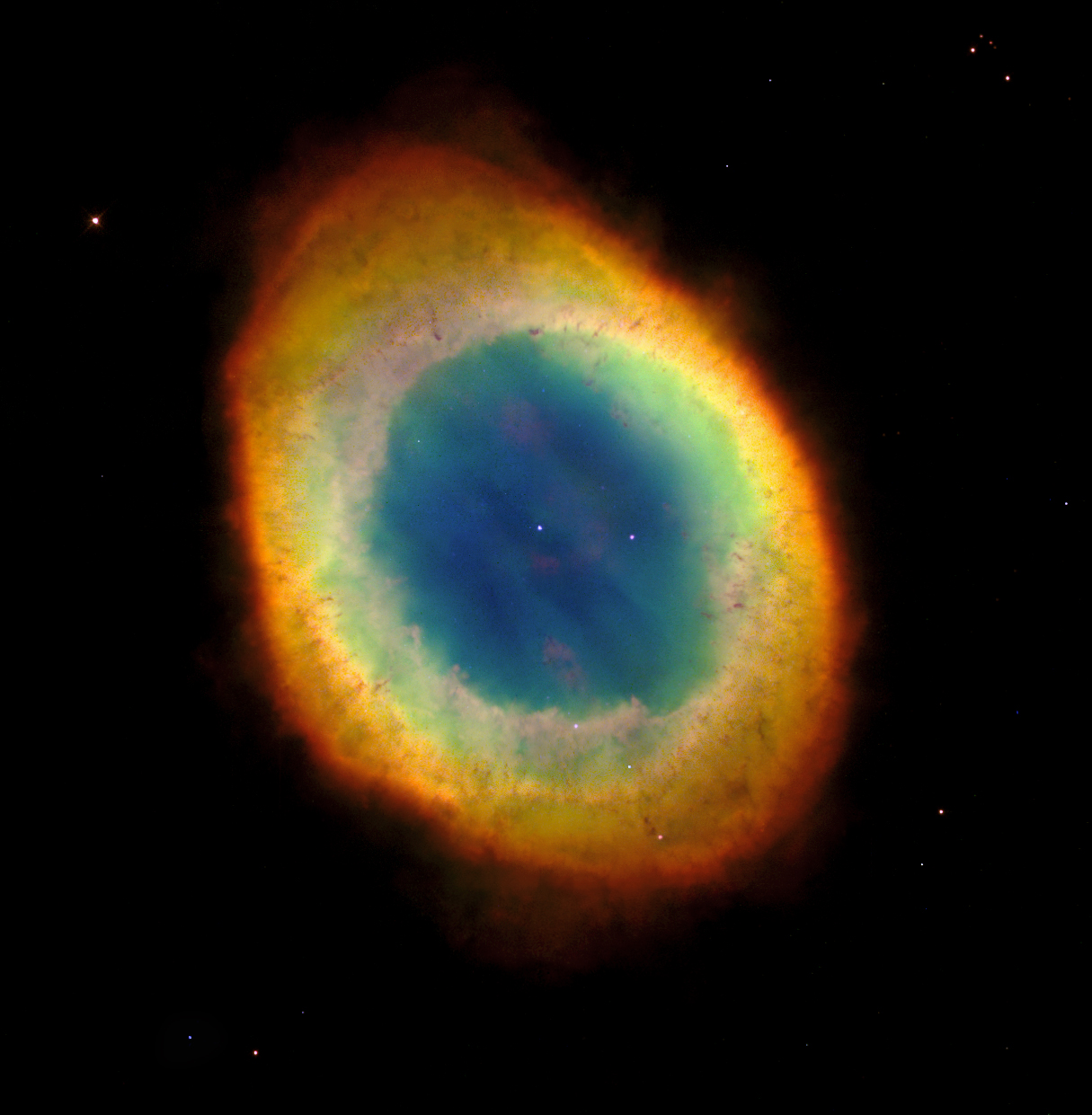
سحابی حلقه، یک سحابی سیاره‌ای شبیه آنچه که خورشید خواهد شد

این یک رویداد نسبتاً صلح‌آمیز است، چیزی که شباهتی با ابرنواختر ندارد، زیرا خورشید برای این که در بخشی از تکاملش آن را تجربه کند خیلی کوچک است. هر شاهدی افزایش شدیدی در سرعت بادهای خورشیدی ملاحظه خواهد کرد ولی این بادهای برای نابود کردن یک سیاره کافی نیستند. با این وجود، از دست دادن جرم خورشید سبب ایجاد آشوب در مدارهای سیارات نجات یافته می‌شود، موجب برخورد آن‌ها می‌گردد، برخی دیگر از منظومه شمسی خارج می‌شوند، و برخی نیز به وسیله تعاملات جزر و مدی پاره‌پاره می‌شوند. بعد از آن، تنها یک کوتوله سفید از خورشید ما باقی می‌ماند که بسیار چگال است. درحالی که هنوز ۵۴ درصد جرم کل خود را دارا می‌باشد، حجمی به اندازه حجم زمین خواهد داشت. در ابتدا، فروزندگی این کوتوله سفید ۱۰۰ برابر فروزندگی کنونی آن خواهد بود. کل آن از کربن و اکسیژن تشکیل خواهد شد، اما هرگز به دمای کافی برای همجوشی این عناصر نخواهد رسید؛ لذا این خورشید کوتوله، سردتر و تاریک‌تر خواهد شد.
با مرگ ستاره، تأثیر گرانشی آن بر روی سیارات، دنباله‌دارها و سیارک‌ها کاهش خواهد یافت، زیرا جرمش کم می‌شود. مدار تمام سیارات باقی‌مانده بزرگ خواهد شد؛ اگر زهره، زمین و مریخ باقی بمانند، مدارهایشان به ترتیب در 1.4 AU (۲۱۰ میلیون کیلومتر)، 1.9 AU (۲۸۰ میلیون کیلومتر) و 2.8 AU (۴۲۰ میلیون کیلومتر) قرار خواهند گرفت. این سیارات و سایر سیارات باقی مانده، بسیار سرد، تاریک و خالی هر نوع حیات باقی خواهند ماند. آن‌ها به گردش به دور خورشید ادامه خواهند داد، ولی به دلیل افزایش فاصله از خورشید و کاهش گرانش آن، سرعتشان کم‌تر خواهد شد. دو میلیارد سال بعد، با کاهش دمای خورشید تا ۶۰۰۰–۸۰۰۰ کلوین، کربن و اکسیژن هسته آن منجمد خواهند شد، و ۹۰ درصد جرم باقی‌مانده یک ساختار کریستالی ایجاد می‌نماید. نهایتاً بعد از چند میلیارد سال، خورشید دیگر هیچ درخششی نخواهد داشت، و به یک کوتوله سیاه تبدیل می‌شود.

## فعل و انفعالات کهکشانی

موقعیت منظومه شمسی در کهکشان

منظومه شمسی به تنهایی در کهکشان راه شیری سفر می‌کند و مدارش تقریباً در فاصله ۳۰ هزار سال نوری از مرکز کهکشانی قرار دارد. سرعت آن حدوداً ۲۲۰ کیلومتر بر ثانیه است. مدت مورد نیاز منظومه شمسی برای زدن یک دور کامل به دور مرکز کهکشانی، یعنی سال کهکشانی، بین ۲۲۰ تا ۲۵۰ میلیون سال قرار دارد. منظومه شمسی از زمان تشکیل، حد اقل ۲۰ بار به دور کهکشان چرخیده است.
دانشمندان متعددی گمان کرده‌اند که مسیر منظومه شمسی در کهکشان، عاملی مهم در رویداد انقراض دوره‌ای ثبت‌شده در سنگواره‌ها می‌باشد. یک فرضیه بیان می‌کند که نوسانات عمودی خورشید در گردش ان به دور مرکز کهکشانی، موجب می‌شود که از سیاره کهکشانی عبور کند. زمانی که مدار خورشید آن را از دیسک کهکشانی خارج می‌کند، تأثیر جزر و مد کهکشانی ضعیف‌تر می‌شود؛ زمانی که دوباره وارد صفحه کهکشانی می‌شود، که هر ۲۰–۲۵ میلیون سال این اتفاق روی می‌دهد، تحت تأثیر جزر و مد دیسکی بسیار قوی‌تر قرار می‌گیرد، که بر اساس مدل‌های ریاضی، شارش ستاره‌های دنباله‌دار ابر اورت به داخل منظومه شمسی، ۴ برابر می‌شود، و احتمال برخورد آن‌ها با سیارات به خصوص زمین افزایش می‌یابد.
با این وجود، دیگران ادعا می‌کنند که خورشید اکنون در نزدیکی صفحه کهکشانی قرار دارد، و احتمالاً آخرین رویداد انقراض به ۱۵ میلیون سال قبل بازمی‌گردد. در نتیجه موقعیت عمودی خورشید، نمی‌تواند به تنهایی انقراض‌ها را پیش‌بینی کند، و به جای آن این انقراضات زمانی روی می‌دهد که خورشید از کنار کهکشان‌های مارپیچی عبور می‌کند؛ کهکشان‌های مارپیچی نه تنها خانه تعداد زیادی از ابرهای مولکولی اند، که جاذبه آن‌ها ابر اورت را کج کرده است، بلکه همچنین محل تمرکز شدید ستاره‌های غول آبی درخشان فراوانی هستند، که باری مدت نسبتاً کمتری زنده‌اند و سپس به شکل ابرنواختر منفجر می‌شوند.

### برخورد کهکشانی و اختلال سیاره‌ای
اگرچه اکثر کهکشان‌های جهان، از کهکشان راه شیری دور می‌شوند، کهکشان زن برزنجیر، بزرگ‌ترین کهکشان گروه محلی ما، با سرعت ۱۲۰ کیلومتر بر ثانیه، در حال نزدیک شدن به کهکشان راه شیری است. در حدود ۴ میلیارد سال بعد، زن برزنجیر و راه شیری با یک دیگر برخورد خواهند کرد، و هر دو تغییر شکل خواهند داد، زیرا نیرو کشندی قسمت خارجی آن‌ها را خم خواهد کرد و به دم جزر و مدی تبدیل می‌شوند. اگر این اختلال اولیه روی دهد، ستاره‌شناسان معتقدند، به احتمال ۱۲ درصد منظومه شمسی به سمت خارج کهکشان راه شیری و دم جزر و مدی آن حرکت خواهد کرد، و ۳ درصد احتمال این وجود دارد که به‌طور گرانشی به زن برزنجیر متصل شود و به بخشی از آن کهکشان بدل گردد. بعد از وزش بادهای کهکشانی، که در طول آن ۳۰ درصد احتمال دارد منظومه شمسی از کهکشان به بیرون پرتاب شود، سیاه‌چاله کلان‌جرم کهکشان‌ها، آشکار خواهد شد. نهایتاً بعد از ۶ میلیارد سال، کهکشان زن برزنجیر و راه شیری با یکدیگر ادغام خواهند شد و یک کهکشان بیضوی را شکل خواهند داد. این موضوع سبب ایجاد دوره کوتاه، ولی شدید تشکیل ستارگان می‌شود که کهکشان ستاره‌فشان نام دارد. به علاوه، گاز فروریخته سبب تغذیه سیاه‌چاله تازه تشکیل شده می‌شود و آن را به یک هسته کهکشانی فعال تبدیل می‌کند. احتمالاً نیرو این تعاملات منظومه شمسی را به سمت هاله خارجی کهکشان جدید سوق خواهد داد، و تقریباً از معرض تشعشعات این برخوردها در امان باقی می‌ماند.
یک تصور کاملاً غلط رایج اینست که برخورد کهکشان‌ها سبب اختلال در مدار سیارات می‌شود. اگرچه درست است که جاذبه ستاره‌های در حال عبور می‌تواند سیارات را به فضای بین ستارگان پرتاب کند، اما فاصله بین ستاره‌ها به قدری زیاد است که بعید به نظر می‌رسد برخورد راه شیری و زن برزنجیر چنین اختلالی را ایجاد کند و تأثیرات وارده به سیستم هر ستاره خیلی ناچیز خواهد بود. اگرچه منظومه شمسی در حالت کلی تحت تأثیر این رویدادها قرار می‌گیرد، ولی خورشید و سیارات مختل نخواهند شد.
با این وجود با گذر زمان، احتمال تجمعی برخورد با یک ستاره افزایش می‌یابد، و اختلال سیارات غیرقابل اجتناب می‌شود. با این فرض که سناریوهای مه‌رمب و مه‌گسست برای پایان جهان روی نمی‌دهند، محاسبات پیش‌بینی می‌کنند که جاذبه ستاره‌های در حال عبور تمام سیارات را بعد از یک کادریلیون (۱۰ به توان ۱۵) سال از خورشید دور می‌کند. این نقطه پایان منظومه شمسی است. درحالی که خورشید و سیاره‌ها وجود خواهند داشت، منظومه شمسی ناپدید می‌شود.

## تاریخ‌شماری
چهارچوب زمانی تشکیل منظومهٔ خورشیدی از طریق تاریخ‌نگاری رادیومتری تعیین شده است. دانشمندان حدس می‌زنند عمر منظومهٔ خورشیدی ۴٫۶ میلیارد سال است. قدیمی‌ترین دانه‌های مواد معدنی شناخته‌شده بر روی زمین به ۴٫۴ میلیارد سال پیش بازمی‌گردد. سنگ‌هایی با این قدمت، اندکند، زیرا سطح زمین به‌طور مداوم دست‌خوش تغییرات ناشی از فرسایش، آتشفشان، و زمین‌ساخت‌های بشقابی بوده است. دانشمندان برای تخمین عمر منظومهٔ خورشیدی از شهاب‌سنگ‌هایی استفاده می‌کنند که در چگالش اولیهٔ ابر خورشیدی ایجاد شده‌اند. تقریباً تمام شهاب‌سنگ‌ها یافت‌شده سنی در حدود ۴٫۶ میلیارد سال را دارا می‌باشند، و این سبب می‌شود که تخمین زده شود، عمر منظومهٔ خورشیدی ۴٫۶ میلیارد سال است. مطالعاتی نیز دربارهٔ دیسک‌ها اطراف سایر ستاره‌ها صورت گرفته است تا چهارچوب زمانی تشکیل منظومهٔ خورشیدی تعیین شود. ستارگانی که بین یک تا سه میلیون سال عمر دارند، دارای دیسک غنی از گاز می‌باشند، در حالی‌که دیسک اطراف ستارگانی که بیش از ۱۰ میلیون سال عمر دارند، گاز بسیار کمی دارند، و این بدان معناست که غول‌های گازی درون آن‌ها دیگر تشکیل نمی‌شوند.

### جدول زمانی تکامل منظومهٔ خورشیدی

یک جدول زمانی گرافیکی که در جدول زمانی گرافیکی زمین و خورشید قرار دارد

نکته: تمام تاریخ‌ها و زمان‌های درون این تاریخ‌شماری تقریبی‌اند و تنها به عنوان شاخص مرتبهٔ بزرگی استفاده شده‌اند.

## گاه‌نگاری
| فاز              | زمان از تشکیل خورشید                             | زمان از حال                | رویداد |
| ---------------- | ------------------------------------------------ | -------------------------- | --- |
| سیستم قبل‌خورشیدی | میلیاردها سال پیش از تشکیل منظومهٔ خورشیدی        | بیش از ۴٫۶ میلیارد سال پیش | نسل‌های قبلی ستارگان زندگی می‌کردند و می‌مردند، لذا فلزات سنگین به فضای میان‌ستاره‌ای تزریق می‌شد، فضایی که منظومهٔ خورشیدی در آن تشکیل گشت.> |
| سیستم قبل‌خورشیدی | تقریباً ۵۰ میلیون سال پیش از تشکیل منظومهٔ خورشیدی | ۴٫۶ میلیارد سال پیش        | اگر منظومهٔ خورشیدی در یک منطقه تشکیل ستاره مانند سحابی شکارچی شکل گرفته بود، پیش از آن ستارگان بسیار سنگینی تشکیل شدند، زندگی کردند، مردند و به شکل ابرنواختر منفجر گشتند. یک ابرنواختر ویژه که ابرنواختر اولیه نام دارد، احتمالاً تشکیل منظومهٔ خورشیدی را کلید زده است. |
| تشکیل خورشید     | ۰–۱۰۰ هزار سال                                   | ۴٫۶ میلیارد سال پیش        | ابر قبل خورشیدی تشکیل شد و شروع به فروریختن کرد. خورشید شروع به تشکیل شدن نمود. |
| تشکیل خورشید     | ۱۰۰ هزار تا ۵۰ میلیون سال                        | ۴٫۶ میلیارد سال قبل        | خورشید یک پیش‌ستارهٔ تی ثوری است. |
| تشکیل خورشید     | ۱۰۰ هزار تا ۱۰ میلیون سال                        | ۴٫۶ میلیارد سال قبل        | سیاره‌های خارجی تشکیل می‌شوند. با گذر ۱۰ میلیون سال، گاز موجود در دیسک پیش‌سیاره‌ای تمام می‌شود و تشکیل سیارات خارجی به پایان می‌رسد. |
| تشکیل خورشید     | ۱۰ میلیون تا ۱۰۰ میلیون سال                      | ۴٫۵ تا ۴٫۶ میلیارد سال پیش | سیارات زمین‌سان و ماه تشکیل می‌شوند. تأثیرات عظیم روی می‌دهد. آب به زمین می‌رسد. |
| رشتهٔ اصلی        | ۵۰ میلیون سال                                    | ۴٫۵ میلیارد سال پیش        | خورشید به یک ستارهٔ رشتهٔ اصلی تبدیل می‌شود. |
| رشتهٔ اصلی        | ۲۰۰ میلیون سال                                   | ۴٫۴ میلیارد سال پیش        | قدیمی‌ترین سنگ‌های شناخته‌شده بر سطح زمین شکل می‌گیرند |
| رشتهٔ اصلی        | ۵۰۰ میلیون تا ۶۰۰ میلیون سال                     | ۴٫۰ تا ۴٫۱ میلیارد سال پیش | تشدید در مدارهای مشتری و کیوان نپتون را به خارج از کمربند کویپر پرتاب می‌کند. آخرین بمباران سنگین در منظومهٔ خورشیدی داخلی روی می‌دهد. |
| رشتهٔ اصلی        | ۸۰۰ میلیون سال                                   | ۳٫۸ میلیارد سال پیش        | پیدایش حیات روی می‌دهد. ابر اورت به بیشترین جرم خود می‌رسد. |
| رشتهٔ اصلی        | ۴٫۶ میلیارد سال                                  | امروز                      | خورشید یک ستارهٔ رشتهٔ اصلی باقی‌می‌ماند، روز به روز بزرگ‌تر، گرم‌تر و درخشان‌تر می‌شود (به‌طور تقریبی هر ۱ میلیارد سال، ۱۰ درصد). |
| رشتهٔ اصلی        | ۶ میلیارد سال                                    | ۱٫۴ میلیارد سال بعد        | دامنهٔ زندگی خورشید از مدار زمین خارج می‌شود و احتمالاً به مدار مریخ می‌رسد. |
| رشتهٔ اصلی        | ۷ میلیارد سال                                    | ۲٫۴ میلیارد سال بعد        | کهکشان راه شیری و کهکشان زن برزنجیر برخورد می‌کنند. پیش از ادغام دو کهکشان، زن برزنجیر تغییراتی جزئی در منظومهٔ خورشیدی وارد می‌کند. |
| رشتهٔ پس اصلی     | ۱۰ تا ۱۲ میلیارد سال                             | ۵–۷ میلیارد سال بعد        | خورشید شروع به سوزاندن هیدروژن پوستهٔ اطراف هستهٔ خود می‌کند، و زندگی آن به عنوان رشتهٔ اصلی پایان می‌یابد. خورشید شروع به صعود در شاخهٔ غول سرخ نمودار هرتسپرونگ-راسل می‌کند، فروزندگی آن به‌طور شدید افزایش می‌یابد (تا ۲٬۷۰۰ برابر)، شعاعش بزرگ‌تر می‌شود (۲۵۰ برابر) و سردتر می‌گردد (تا ۲٬۶۰۰ کلوین پایین می‌آید): اکنون خورشید یک غول سرخ است. عطارد، و احتمالاً زهره و زمین بلعیده می‌شوند. شاید قمر تایتان کیوان، قابل سکونت باشد. |
| رشتهٔ پس اصلی     | تقریباً ۱۲ میلیارد سال                            | تقریباً ۷ میلیارد سال بعد   | خورشید با عبور از فازهای شاخهٔ افقی و شاخهٔ غول مجانبی تقریباً ۳۰ درصد جرمش را از دست می‌دهد. با پرتاب سحابی سیاره‌نما فاز شاخهٔ غول مجانبی پایان می‌یابد، و هستهٔ خورشید به عنوان کوتولهٔ سفید باقی می‌ماند. |
| خورشید باقی‌مانده | تقریباً ۱ کادریلیون سال                           | تقریباً ۱ کادریلیون سال بعد | خورشید تا ۵ درجهٔ سانتی‌گراد سرد می‌شود. گرانش ستارگان عبوری، سیارات را از مدارهایشان خارج می‌کند. داستان منظومهٔ خورشیدی پایان می‌یابد. |